# Sporobolus albicans
Sporobolus albicans är en gräsart som först beskrevs av Christian Gottfried Daniel Nees von Esenbeck och Carl Bernhard von Trinius, och fick sitt nu gällande namn av Christian Gottfried Daniel Nees von Esenbeck. Sporobolus albicans ingår i släktet droppgräs, och familjen gräs. Inga underarter finns listade i Catalogue of Life.